# Mike Collier
Michael J. Collier (Baltimora, 12 settembre 1953 – Hagerstown, 16 febbraio 2025) è stato un giocatore di football americano statunitense che militò nel ruolo di running back nella National Football League (NFL).

## Carriera
Collier fu scelto nel corso del 14º giro (364º assoluto) del Draft NFL 1975 dai Pittsburgh Steelers. Con essi nella sua prima annata vinse il Super Bowl X contro i Dallas Cowboys. Nel 1977 passò ai Buffalo Bills con cui chiuse la carriera.

## Palmarès

### Franchigia
- Super Bowl : 1

Pittsburgh Steelers: X
- American Football Conference Championship: 1

Pittsburgh Steelers: 1975